# Torre atalaya de La Solana

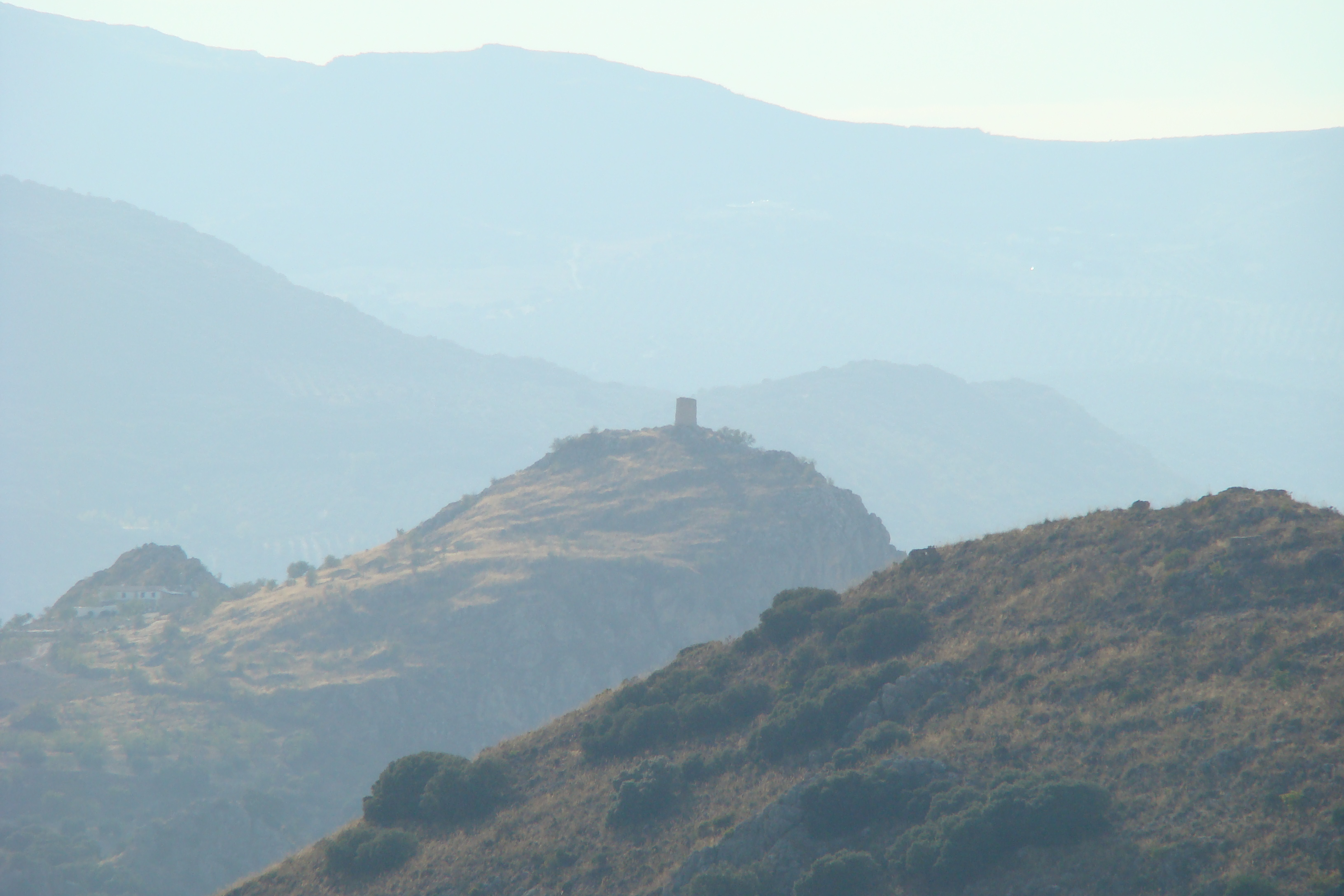
Vista de la sierra de Moclín

La atalaya de La Solana es una torre óptica de época nazarí, posiblemente del siglo XIV, situada cerca de la localidad de Moclín, provincia de Granada, comunidad autónoma de Andalucía, España, junto a la carretera que va a Puerto Lope. En el sistema cartográfico MME, escala 1/50.000, se localiza en la hoja 991, cuadrícula 429-430/4133-4134.
Formaba parte del sistema defensivo del poderoso Castillo de Moclín. 

## Descripción
Torre de planta circular, aunque su forma no es exactamente cilíndrica, al estar abombada por su parte central. Como era usual en las atalayas nazaríes, está construida con mampuesto calizo de buen tamaño, con enripiado organizando las hiladas (de 24 a 29 centímetros), y argamasa muy granulosa. Aún conserva parte del enfoscado y se ven huellas de los palos del encofrado original.
Está levantada sobre una ligera plataforma, al menos en su cara norte, y se puede apreciar, en el lado este, la típica ventana-puerta de las torres de su época, que permitía acceder a la única estancia, situada en el tercio alto de la construcción, con acceso a la cubierta. Actualmente el hueco ha perdido su dintel, aunque mantiene ambas jambas, de tipo sillar.